# Resko
Resko (do 1945 r. niem. Regenwalde) – miasto w północno-zachodniej Polsce, w województwie zachodniopomorskim, w powiecie łobeskim. Siedziba gminy miejsko-wiejskiej Resko. Ośrodek usługowy dla rolnictwa, drobny przemysł spożywczy i drzewny.
Według danych z 30 czerwca 2017, miasto miało 4263 mieszkańców.

## Położenie

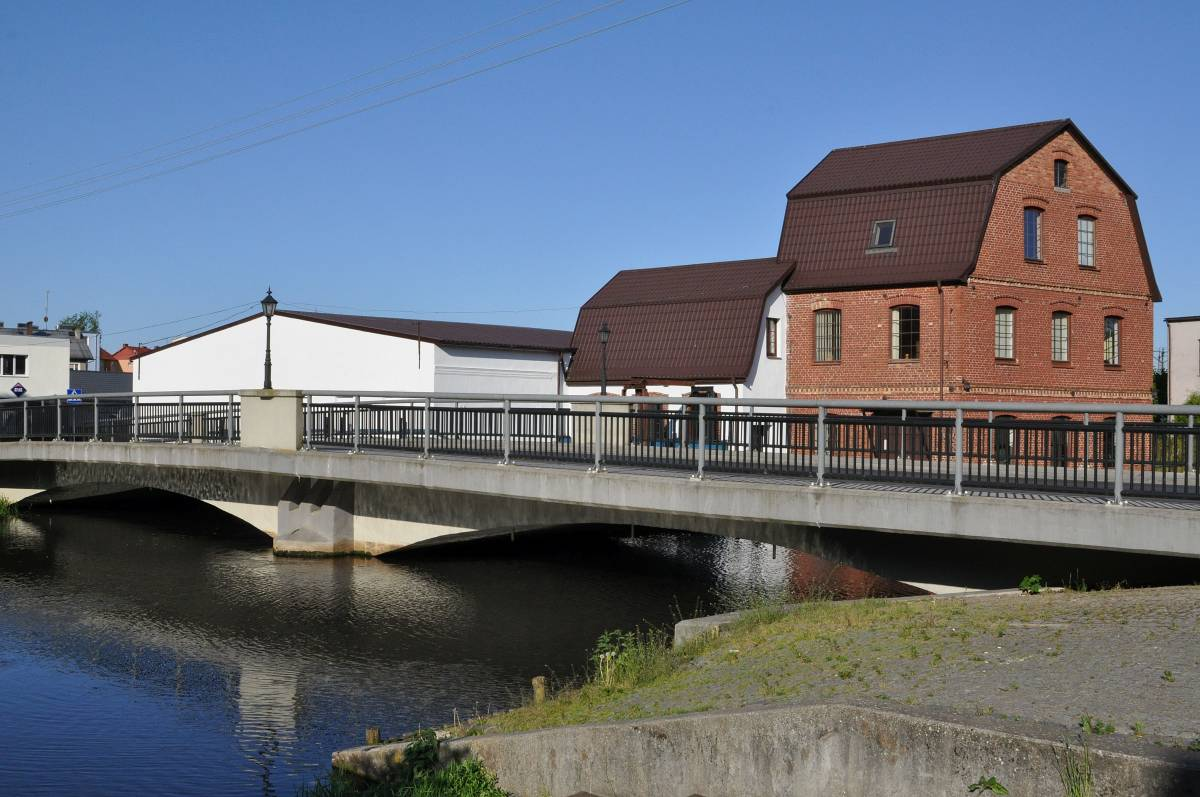
Most nad Regą w Resku przy elektrowni wodnej

Resko położone jest w północno-zachodniej części województwa zachodniopomorskiego w powiecie łobeskim nad Regą. Miasto usytuowane na Równinie Gryfickiej i Wysoczyźnie Łobeskiej. W latach 1818–1945 miasto administracyjnie należało do Powiatu Regenwalde, początkowo z siedzibą w Resku, a od roku 1860 z siedzibą w Łobzie. W latach 1946–1998 miasto administracyjnie należało do woj. szczecińskiego. W latach 1999–2001 należało do powiatu gryfickiego, a od 2002 r. należy do powiatu łobeskiego.
Według danych z 1 stycznia 2009 r. powierzchnia miasta wynosi 4,49 km².
Resko leży przy drodze wojewódzkiej nr 152 (Płoty – Świdwin). Około 10 km od Reska przebiega droga ekspresowa S6 (trasa Szczecin – Gdańsk). W 2013 roku rozebrana została linia kolejowa nr. 420 Worowo – Wysoka Kamieńska na odcinku Worowo – Resko Północne wraz z infrastrukturą stacji Resko Północne.

## Nazwa miasta
Pochodzenie nazwy miasta Reska nie jest do końca znane. Istnieje teza iż pochodzi ono od starosłowiańskiego słowa „reż” oznaczającego żyto. W zapiskach istnieje wzmianka iż w XIV w. miasto nazywało się tak jak przepływająca przez nie rzeka – Rega. W późniejszym okresie powstała niemiecka nazwa, używana do 1945 r., która brzmiała Regenwalde, co w wolnym tłumaczeniu oznacza Deszczowy Las.
Po zakończeniu II wojny światowej miasto przez pewien czas nosiło nazwę Reskogród oraz Ławiczka. Nazwę Resko wprowadzono rozporządzeniem ministrów Administracji Publicznej i Ziem Odzyskanych z dnia 7 maja 1946 roku.

## Historia

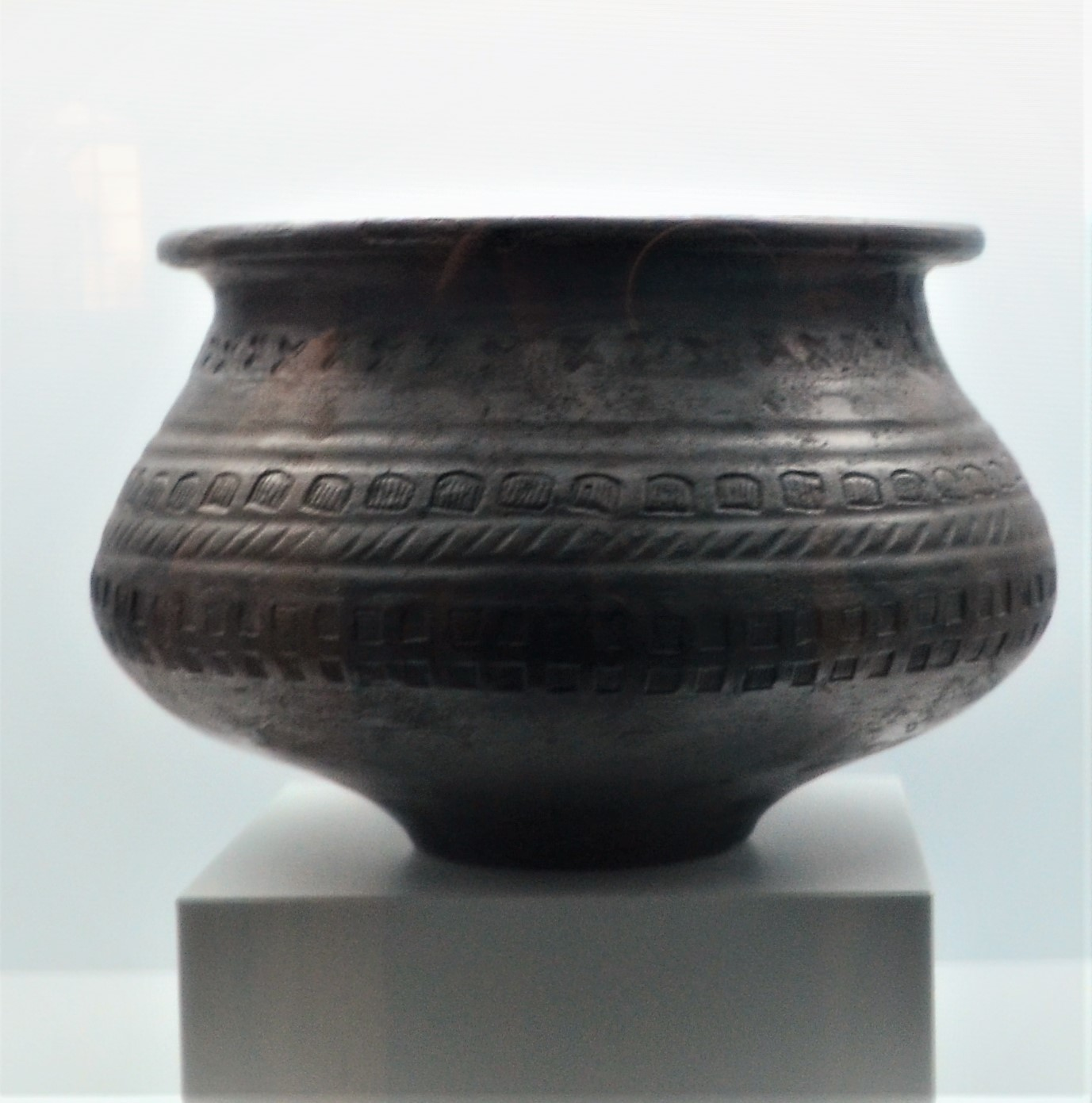
Naczynie z V wieku z Reska, ze zbiorów Muzeum Narodowego w Szczecinie

W X-XI w. był to słowiański gród opolny z osadą. Obszar został włączony do państwa polskiego przez Mieszka I ok. 967 roku. Około XII wieku na wzgórzu nad Regą stanął gród książąt pomorskich, a wkrótce potem rozwinęła się wokół niego osada handlowo-rzemieślnicza. Pierwsza nieudana próba nadania praw miejskich dla osady nastąpiła w roku 1255 i z tego roku też pochodzi pierwsza wzmianka o Resku. W tym czasie była ona własnością dwóch rodów: Borków (wywodzących się ze Strzemiela) i Vidantów. Brak zgodności między oboma rodzinami spowodował problemy z nadaniem lokacji. W latach 1260–1270 Jakub Borek, syn kasztelana kołobrzeskiego Borka z Łobza zabudował zamek nad Regą. Borko z Łobza wraz z synami Jakubem, Janem i Mikołajem lokowali Resko w 1280 roku na prawie magdeburskim, jednak wg innych dokumentów źródłowych wynika, że dopiero w 1288 roku Resko otrzymało prawa miejskie, które zostały potwierdzone w 1295 roku. Od 1295 w składzie księstwa wołogoskiego. Około 1400 r. nastąpiła budowa kościoła mariackiego dla mieszkańców miasta, a w następnych latach mury obronne. W 1441 r. książę pomorski Eryk I przekazał resztę miasta rodowi von Borcke. Na długie lata, aż do 1808 r. Resko stało się prywatnym miastem rodziny Borcke. Podstawą rozwoju miasta było rolnictwo i częściowo rzemiosło (kowalstwo, młynarstwo i krawiectwo).
Pożary miasta miały miejsce w 1593, 1659, 1694 i 1716. W 1630 r. wojska cesarskie spaliły i zniszczyły miasto, a od 1648 r. Resko na mocy pokoju westfalskiego przeszło pod władanie Brandenburgii. Największe zniszczenia przyniosły wojska rosyjskie podczas wojny siedmioletniej. Spłonęło wówczas archiwum ratuszowe. W 1834 r. władze miejskie podjęły decyzję o rozbiórce murów obronnych Reska. Ponad 10 lat później, w 1842 r. Carl Sprengel zakłada w mieście Akademię Rolniczą, Fabrykę Maszyn Rolniczych i powstaje również młyn parowy i gorzelnia. W 1892 r. powstała stacja kolejowa na wąskotorowej linii Wyszogóra – Kołobrzeg. W kolejnych latach Resko uzyskało połączenia kolejowe z kolejnymi miastami: w 1905 r. z Łobzem, a w 1909 r. ze Świdwinem.

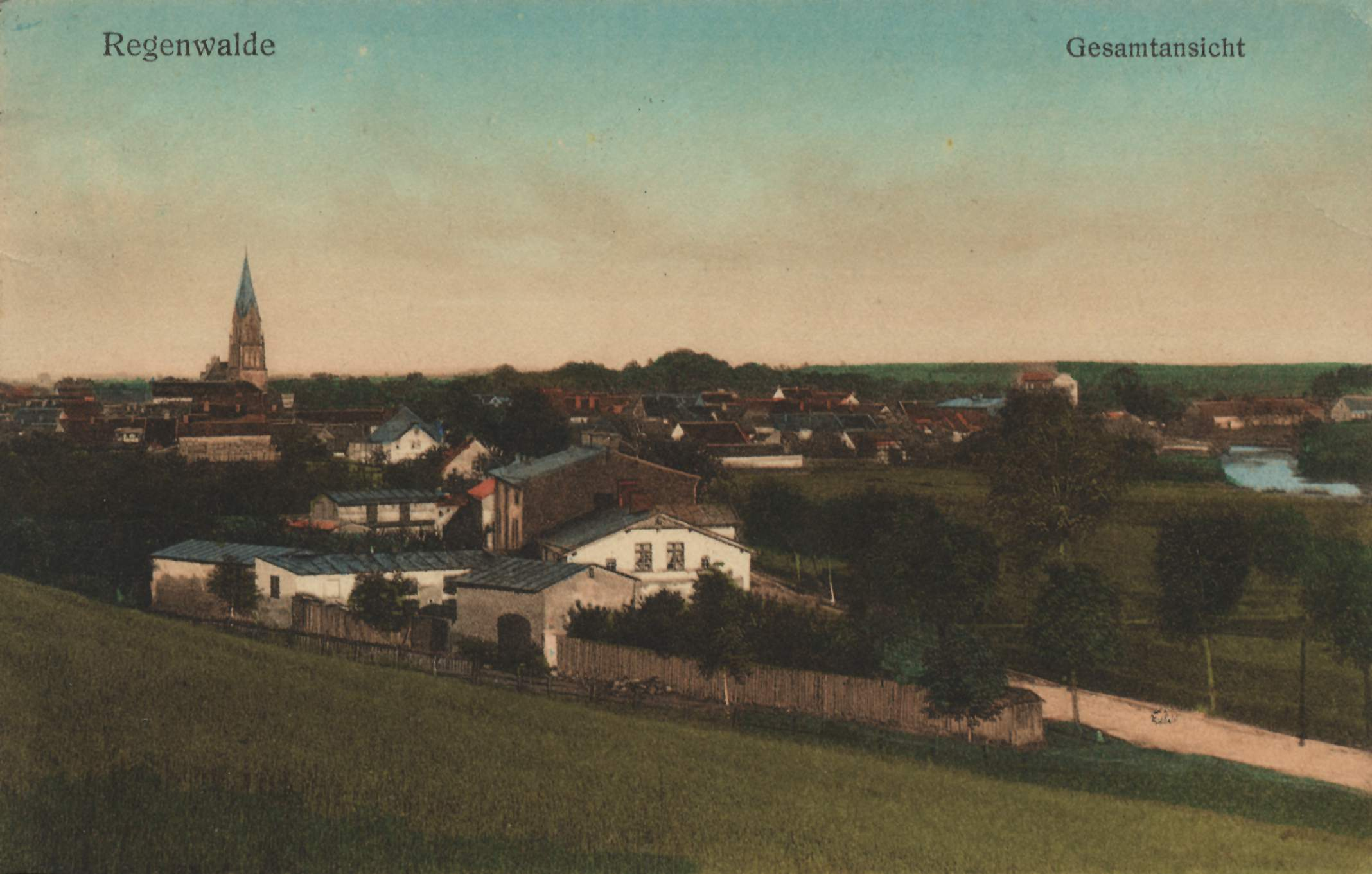
Resko w 1918 r.

W latach 1939–1945 w mieście działała tajna organizacja Polska Armia Powstania, która stworzyła silny oddział partyzancki i zbierała tajne informacje wojskowe. W czasie II wojny światowej Niemcy utworzyli w mieście podobóz pracy przymusowej obozu jenieckiego Stalag II D.
W 1945 r. miasto zostało zajęte przez oddziały 3 armii uderzeniowej I Frontu Białoruskiego (ku czci żołnierzy zdobywających Resko po wojnie w Alei Wojska Polskiego postawiono Pomnik Wyzwolenia), a następnie przekazane Polsce. Zniszczenia wojenne w centrum miasta sięgały 60%. Nastąpiła odbudowa i rozbudowa miasta, powstały nowe budynki użyteczności publicznej.
W 1968 r. z miasta został wydzielony obszar o powierzchni 384 ha z miejscowością Policko.

## Zabytki

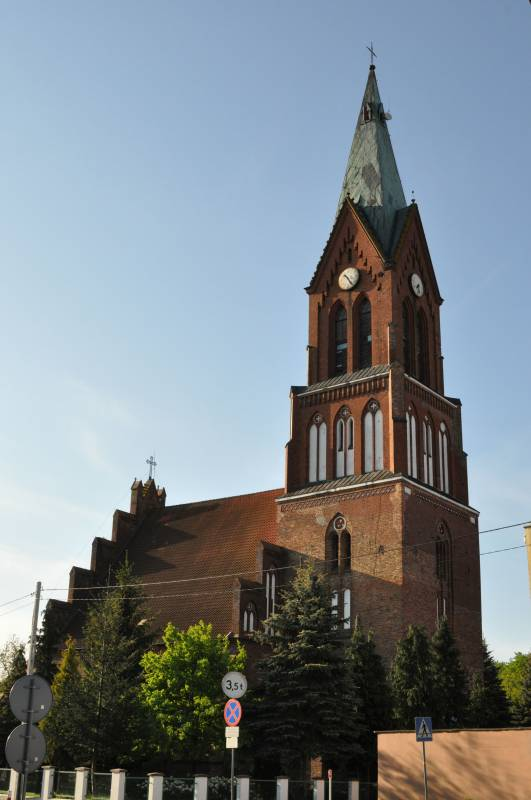
Sanktuarium Matki Bożej Niepokalanej w Resku

W Resku pomimo znaczących zniszczeń wojennych zachowało się kilka zabytków. Należą do nich:
- Kościół gotycki pochodzący z XIV-XV w., obecnie Sanktuarium Matki Boskiej Reskiej,
- Ratusz – pochodzi z 1841 r. wybudowany jest w stylu klasycystycznym, rozbudowany w XX w. Cechuje go skromna sylwetka i niewielka wieżyczka z zegarem i kurantem,
- Obelisk Karola Sprengla z 1881 r.,
- Zabytkowa elektrownia wodna na rzece Redze,
- Budynek Sądu Powiatowego pochodzący z 1900 r., mieszczący obecnie pocztę,
- Gmach szkoły,
- Pomnik Żołnierzy Polskich,
- Zabytkowy Park Miejski, pomnikowe dęby, daglezje i lipy[20],
- ruiny zamku z (XIV-XV w.) – pierwszy drewniany zamek zbudowano w latach 1260–1270. Pierwsza wzmianka o zamku w dokumencie wydanym z okazji podziału księstwa na dzielnice pojawiała się w 1295 roku. Wiadomo, że zamek był podzielony i jego właścicielami były rody Borków i Vidantów. W 1365 roku Vidanci sprzedali swoją część księciu pomorskiemu Bogusławowi V. Przypuszcza się, że w tym czasie nastąpiła przebudowa zamku na obiekt w pełni murowany. W 1447 roku zamek w całości powrócił do Borków. Największe jednak zniszczenia przyniosła wojna 7-letnia (1756–1763) i przechodzące przez nie wojska rosyjskie. Prawdopodobnie wówczas uległ również zniszczeniu zamek Borków. Na jego miejscu powstał w 1774 roku nowożytny dwór. Około roku 1826, gdy wygasł ród Borków, wzgórze zamkowe i dobra ziemskie przejęła rodzina von Bülow. Zapewne wtedy rozebrano ryglowy dwór Borków, a wzgórze i otaczający go teren zalesiono, tworząc zaczątek parku[21].
- Cmentarz żydowski.

## Demografia
Według danych z 30 czerwca 2007 r., miasto miało 4415 mieszkańców.

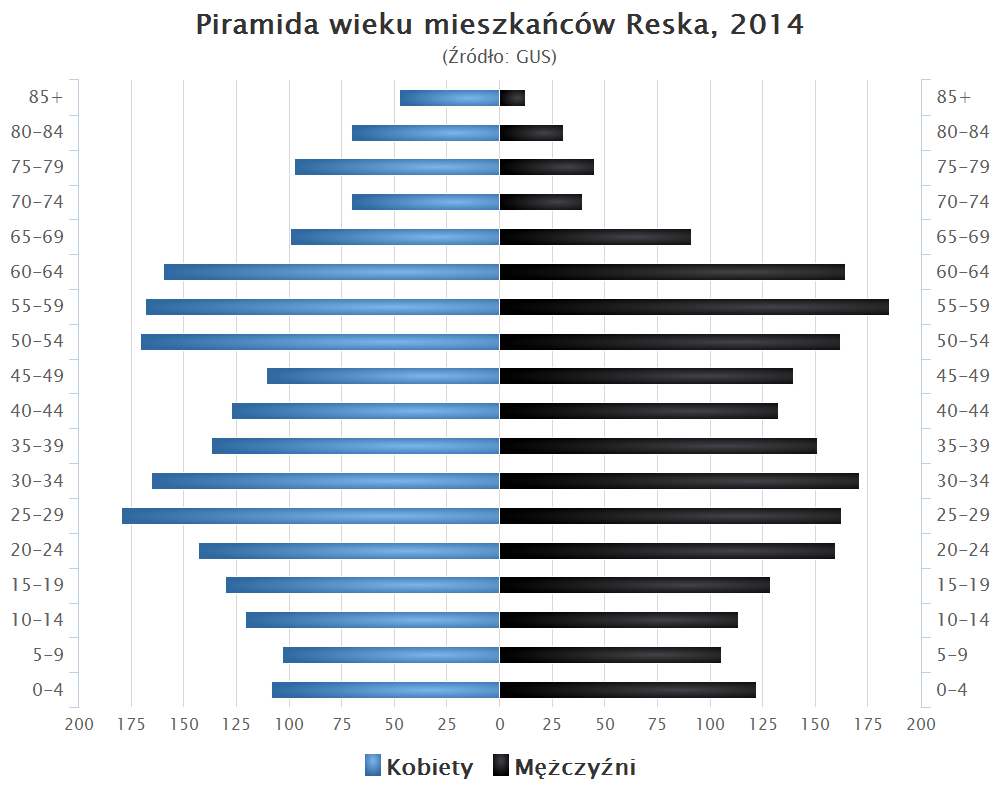
Piramida wieku mieszkańców Reska w 2014 roku

| Rok  | Liczba ludności |
| ---- | --------------- |
| 1815 | 1190            |
| 1850 | 2400            |
| 1880 | 3200            |
| 1900 | 3400            |
| 1925 | 4020            |
| 1939 | 5014            |
| 1960 | 3415            |
| 1983 | 4137            |
| 1995 | 4749            |
| 2000 | 4585            |
| 2005 | 4410            |

## Klimat
W Resku znajduje się stacja hydrologiczno-meteorologiczna.
| Miesiąc                     | Sty | Lut | Mar | Kwi | Maj | Czer | Lip | Sie | Wrz | Paź | Lis | Gru | Rocznie |
| --------------------------- | --- | --- | --- | --- | --- | ---- | --- | --- | --- | --- | --- | --- | ------- |
| Śr. wysoka temperatura [°C] | 6   | 7   | 14  | 21  | 26  | 29   | 29  | 29  | 25  | 20  | 12  | 9   | 18      |
| Śr. niska temperatura [°C]  | -14 | -13 | -9  | -4  | 0   | 3    | 6   | 5   | 1   | -1  | -5  | -11 | -3      |
| Opady [mm]                  | 47  | 36  | 39  | 42  | 50  | 68   | 89  | 88  | 76  | 64  | 58  | 54  | 711     |

## Administracja

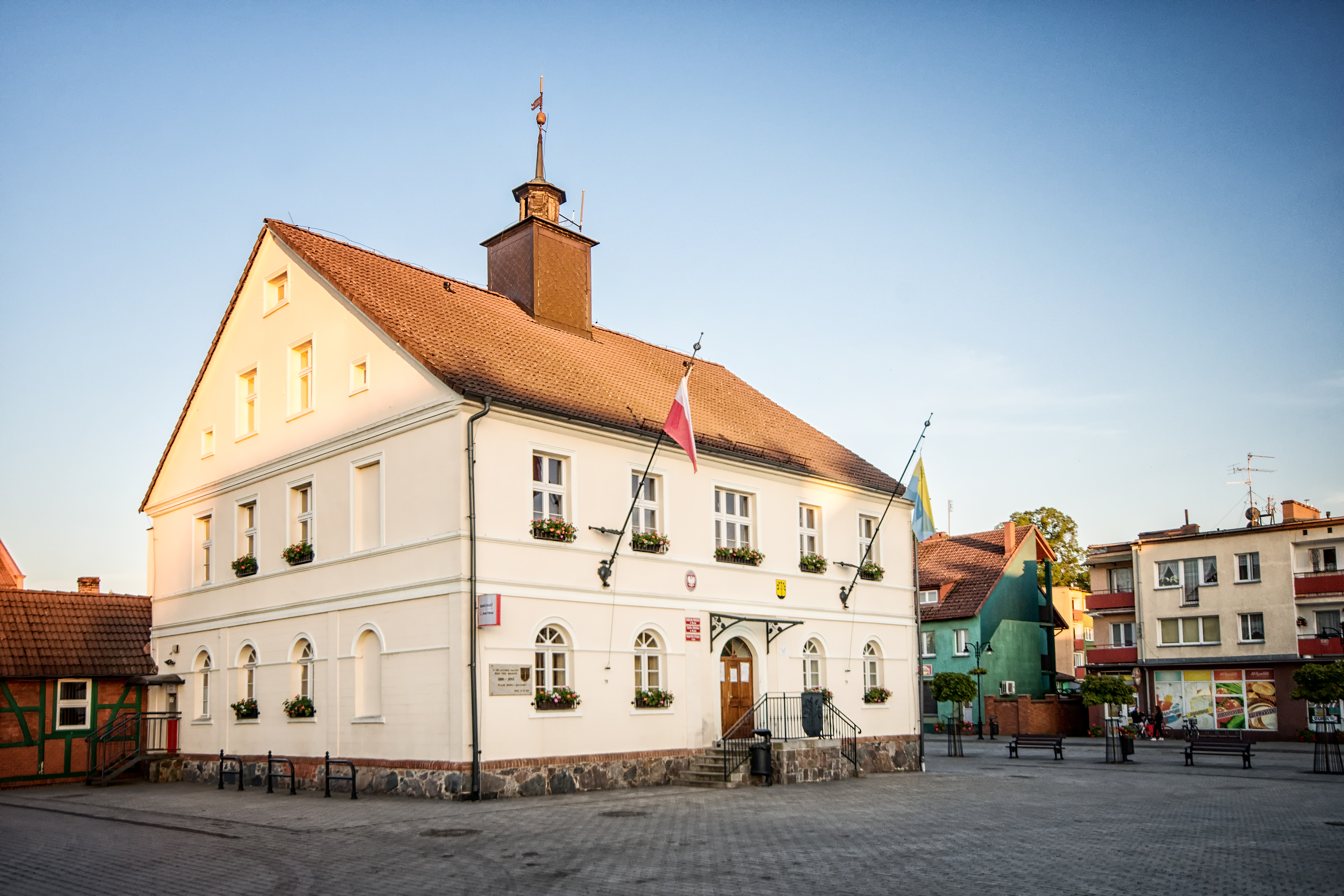
Urząd Gminy i Miasta w Resku

Miasto jest siedzibą gminy miejsko-wiejskiej. Mieszkańcy Reska wybierają do swojej rady miejskiej 8 radnych (8 z 15). Pozostałych 7 radnych wybierają mieszkańcy terenów wiejskich gminy Resko. Organem wykonawczym jest burmistrz. Siedzibą władz jest ratusz przy Rynku.
Burmistrzowie Reska:
- Jan Olszewski (2002–2006)[27]
- Arkadiusz Czerwiński (od 2006)

Mieszkańcy Reska wybierają parlamentarzystów z okręgów wyborczych z siedzibą komisji w Szczecinie, a posłów do Parlamentu Europejskiego z okręgu wyborczego nr 13.

## Wspólnoty wyznaniowe
- Kościół rzymskokatolicki:
  - parafia Niepokalanego Poczęcia Najświętszej Maryi Panny
- Świadkowie Jehowy:
  - zbór Resko (Sala Królestwa ul. Henryka Sucharskiego 35)[28].